# Kirkland (Washington)
Kirkland é uma cidade localizada no estado norte-americano de Washington, no Condado de King. A cidade foi fundada em década de 1880, e incorporada em 1895.

## Generalidades
Segundo o censo norte-americano de 2000, a sua população era de 45.054 habitantes.
Em 2006, foi estimada uma população de 46.476, um aumento de 1422 (3.2%).
De acordo com o United States Census Bureau tem uma área de 28,5 km², dos quais 27,6 km² cobertos por terra e 0,9 km² cobertos por água. Kirkland localiza-se a aproximadamente 67 m acima do nível do mar.
É conhecida por ser a cidade onde nasceu Layne Staley, vocalista da banda Alice in Chains.

## Localidades na vizinhança
O diagrama seguinte representa as localidades num raio de 8 km ao redor de Kirkland.